# Operação Albion
A Operação Albion foi o codinome para uma ação aérea, terrestre e naval realizada pela Alemanha em outubro de 1917 durante a Primeira Guerra Mundial com o objetivo de ocupar o Arquipélago Moonsund na Rússia. 
A campanha começou no dia 12 com o desembarque de alemães na ilha de Ösel, logo depois de operações navais a fim de limpar campos minados e subjugar canhões costeiros. A ilha foi conquistada no dia 16 e o Exército Russo evacuou Moon no dia 20. Ao mesmo tempo os alemães desembarcaram em Dagö depois de duas tentativas fracassadas, capturando-a no dia 13. A Frota do Báltico russa precisou recuar depois da derrota na Batalha do Estreiro de Moon.
Ao final, os alemães conseguiram capturar mais de vinte mil soldados inimigos e uma centena de armas, tendo também afundado um couraçado e um contratorpedeiro. Suas perdas resumiram-se a algumas embarcações menores perdidas e algumas centenas de mortos e feridos, porém vários de seus navios foram danificados por minas russas.

## Antecedentes
As ilhas russas do Arquipélago Moonsund no Mar Báltico eram consideradas de pouca importância estratégia para a Alemanha e para a Rússia no início da Primeira Guerra Mundial em 1914. Entretanto, o Alto Comando Imperial alemão, após a Revolução de Fevereiro no começo de 1917 que deixou a Rússia em caos, passou a acreditar que a captura das ilhas poderia permitir um flanqueamento das forças russas e assim deixar Petrogrado vulnerável a um ataque.
A Alemanha conseguiu conquistar Riga no início de setembro, decidindo em seguida subjugar as forças navais russas que ainda mantinham o controle do Golfo de Riga. Para este fim, foi planejada uma operação a fim de conquistar a ilha báltica de Ösel, particularmente as baterias terrestres russas localizadas na Península de Sõrve. A ordem foi emitida em 18 de setembro para uma ação conjunta entre exército e marinha com o objetivo de capturar Ösel e a ilha de Moon.